# Love Is Better Than Ever
Love Is Better Than Ever (pt. O Melhor é Casar) é um filme estadunidense de 1952 dirigido por Stanley Donen e com roteiro escrito por Ruth Brooks Flippen. O filme foi estrelado por Larry Parks e Elizabeth Taylor.

## Enredo
Anastacia (Elizabeth Taylor) é uma professora de dança que vai para uma convenção e acaba conhecendo Jud Parker (Larry Parks), um homem mais velho. Ela fará de tudo para conquista-lo.

## Elenco
- Larry Parks como Jud Parker
- Elizabeth Taylor como Anastacia (Stacie) Macaboy
- Josephine Hutchinson como Sra. Macaboy
- Tom Tully como Sr. Charles E. Macaboy
- Ana Doran como Sra. Levoy
- Elinor Donahue como Pattie Marie Levoy
- Kathleen Freeman como Sra. Kahrney
- Doreen McCann como Albertina Kahrney
- Alex Gerry como Hamlet (regular do Smittie)
- Dick Wessel como Smitty - dono do café

## Curiosidades
- Gene Kelly fez uma ponta no filme.
- O ator Larry Parks admitiu que fazia parte do partido comunista e entrou para a lista negra de Hollywood. Como consequencia, o lançamento do filme foi adiado.